# Rahiolisaurus gujaratensis
Rahiolisaurus gujaratensis es la única especie conocida del género extinto Rahiolisaurus  de dinosaurio terópodo abelisáurido, que vivió a finales del período Cretácico, hace aproximadamente entre 70 y 65 millones de años durante el Maastrichtiense, en lo que hoy es el Subcontinente indio. Basado en fósiles recuperados de la Formación Lameta en el estado indio de Gujarat. Estos fósiles incluyen elementos de al menos 7 individuos diferentes y se cree que son del Maastrichtiense, en algún momento entre 72,1 y 66 millones de años, lo que lo convierte en uno de los últimos dinosaurios no aviares conocidos en el registro fósil. A pesar de representar una variedad de diferentes etapas de crecimiento, todos los fósiles recuperados de la localidad indican una sola especie.

## Description

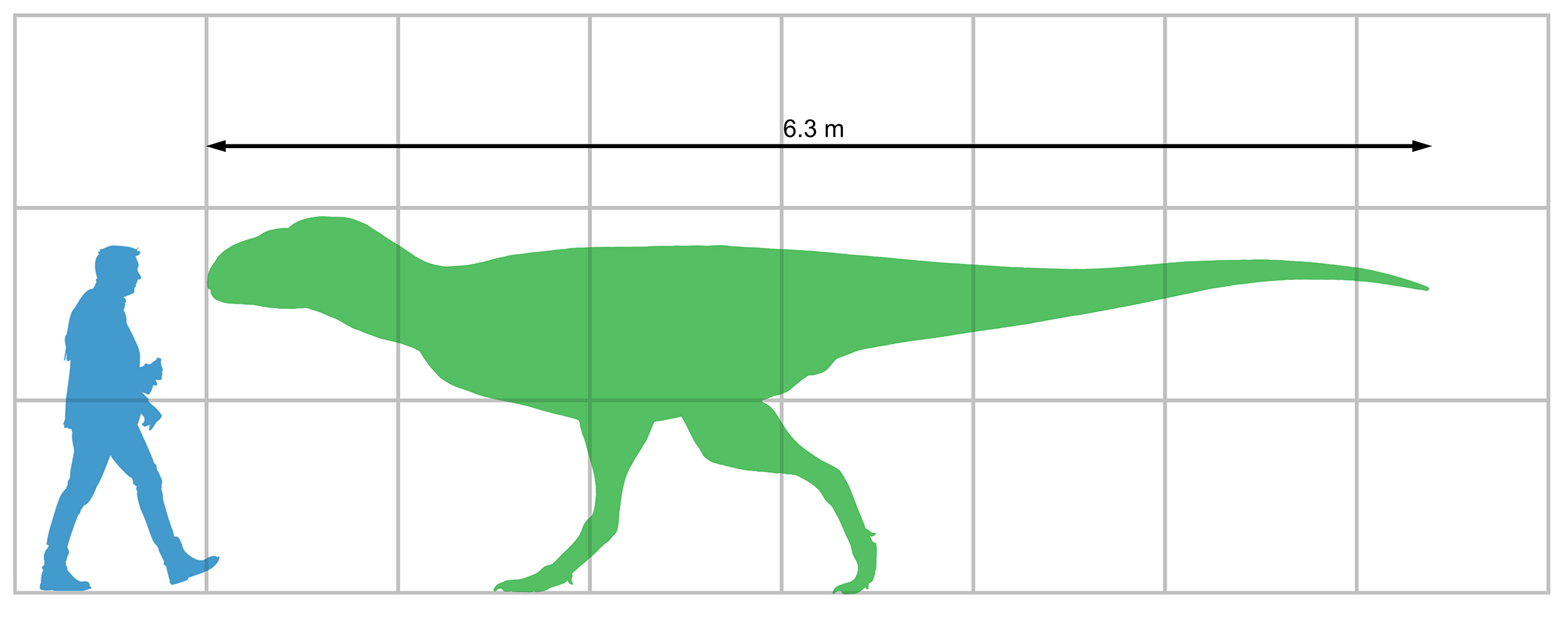
Tamaño de Rahiolisaurus gujaratensis en comparación con un humano.

Rahiolisaurus se describió inicialmente como un abelisáurido de gran tamaño y alrededor de 8 metros de largo, aunque el espécimen ISIR 557 en el que se basó esta estimación se estimó más tarde en 6,3 metros de largo. En 2016, Molina-Pérez y Larramendi estimaron el espécimen ISIR 436 en 9,3 metros y 2 toneladas. Comparte muchas similitudes con otro abelisáurido indio, Rajasaurus, pero incluye diferencias como una forma general más grácil y de miembros delgados. Los abelisáuridos típicamente tenían cuatro dedos, brazos cortos y, para compensar, una cabeza de construcción pesada que era la herramienta principal para cazar, sin embargo, el cráneo era corto, probablemente tenían una modesta musculatura de la mandíbula y los dientes eran cortos. Es probable que los abelisáuridos tuvieran una fuerza de mordida similar a la del Allosaurus de alrededor de 3500 newtons.

## Descubrimiento e investigación
Durante dos expediciones, una en 1995 y la otra en 1997, se recuperaron numerosos restos de abelisáuridos de una sola cantera de 50 metros cuadrados de superficie. Los restos recolectados incluyeron vértebras cervicales, dorsales, sacras y caudales, porciones de las cintura pectoral y pélvica y varios huesos de las extremidades traseras. Debido al descubrimiento de siete tibias derechas de diferentes tamaños, se sugirió que el ensamblaje estaba formado por al menos siete individuos de diferentes etapas ontogenéticas. Dentro de la colección había varios huesos duplicados, como el ilíaco, el pubis, el fémur y la tibia, que exhibían características morfológicas similares a las características típicas de abelisauroide. Sin embargo, a pesar de que estos restos tienen una gradación de tamaño diferente y representan series de crecimiento, apenas se descubrió variación taxonómica. Todos fueron interpretados por Novas et al. como pertenecientes Rahiolisaurus.
Los huesos individuales del abelisáurido recién descubierto recibieron números de catálogo separados. El holotipo de Rahiolisaurus está representado por una asociación parcial de elementos pélvicos y un fémur que se encontraron en el campo. Consiste en un ilion derecho, ISIR 550, un pubis derecho ISIR 554 y un fémur derecho ISIR 557. Además, se encontró un axis ISIR 658 en la articulación con las cervicales 3, ISIR 659 y 4, ISIR 660 y se atribuyen a la especie. Estos huesos se encuentran actualmente en la colección del Museo de Geología, Instituto de Estadística de la India, Kolkata.
Rahiolisaurus recibió su nombre del pueblo de Rahioli, ubicado cerca del sitio de fósiles donde se descubrieron los restos de dinosaurios. El nombre específico, R. gujaratensis, significa "de Gujarat " en latín.

## Clasificación
En 2014, la subfamilia Majungasaurinae fue erigida por el paleontólogo Thierry Tortosa para separar a los recién descubiertos Arcovenator, Majungasaurus, Indosaurus, Rahiolisaurus y Rajasaurus de los abelisáuridos sudamericanos basándose en características físicas como las fenestras antorbitales alargadas delante de las cuencas de los ojos y una cresta sagital que se ensancha en una superficie triangular hacia la parte delantera de la cabeza. A pesar de las grandes barreras oceánicas, se ha sugerido que tuvo lugar una migración de abelisáuridos en el Cretácico Superior entre África, Europa, Madagascar e India, que finalmente aisló a los abelisáuridos de América del Sur. Es posible que la migración haya ocurrido entre Europa e India a través de África dada su proximidad a ambos, y el arco volcánico de islas Dras-Kohistan puede haber permitido el salto de isla en isla y un camino indirecto hacia Asia, aunque estas son explicaciones todavía cuestionables.

### Filogenia
Tortosa y colegas en 2014 recuperaron el siguiente cladograma.
| Carnotaurinae | \| \| Carnotaurus \| \| \| \| \| \| Abelisaurus \| \| \| \| |
|               | \| \| Carnotaurus \| \| \| \| \| \| Abelisaurus \| \| \| \| |
|               | Carnotaurus                                                 |
|               |                                                             |
|               | Abelisaurus                                                 |
|               |                                                             |

|  | Carnotaurus |
|  |             |
|  | Abelisaurus |
|  |             |

| Majungasaurinae | \| \| Rajasaurus \| \| \| \| \| \| Majungasaurus \| \| \| \| \| \| Indosaurus \| \| \| \| \| \| Rahiolisaurus \| \| \| \| \| \| Arcovenator \| \| \| \| |
|                 | \| \| Rajasaurus \| \| \| \| \| \| Majungasaurus \| \| \| \| \| \| Indosaurus \| \| \| \| \| \| Rahiolisaurus \| \| \| \| \| \| Arcovenator \| \| \| \| |
|                 | Rajasaurus |
|                 | |
|                 | Majungasaurus |
|                 | |
|                 | Indosaurus |
|                 | |
|                 | Rahiolisaurus |
|                 | |
|                 | Arcovenator |
|                 | |

|  | Rajasaurus    |
|  |               |
|  | Majungasaurus |
|  |               |
|  | Indosaurus    |
|  |               |
|  | Rahiolisaurus |
|  |               |
|  | Arcovenator   |
|  |               |

| Carnotaurinae | \| \| Carnotaurus \| \| \| \| \| \| Abelisaurus \| \| \| \| |
|               | \| \| Carnotaurus \| \| \| \| \| \| Abelisaurus \| \| \| \| |
|               | Carnotaurus                                                 |
|               |                                                             |
|               | Abelisaurus                                                 |
|               |                                                             |

|  | Carnotaurus |
|  |             |
|  | Abelisaurus |
|  |             |

| Majungasaurinae | \| \| Rajasaurus \| \| \| \| \| \| Majungasaurus \| \| \| \| \| \| Indosaurus \| \| \| \| \| \| Rahiolisaurus \| \| \| \| \| \| Arcovenator \| \| \| \| |
|                 | \| \| Rajasaurus \| \| \| \| \| \| Majungasaurus \| \| \| \| \| \| Indosaurus \| \| \| \| \| \| Rahiolisaurus \| \| \| \| \| \| Arcovenator \| \| \| \| |
|                 | Rajasaurus |
|                 | |
|                 | Majungasaurus |
|                 | |
|                 | Indosaurus |
|                 | |
|                 | Rahiolisaurus |
|                 | |
|                 | Arcovenator |
|                 | |

|  | Rajasaurus    |
|  |               |
|  | Majungasaurus |
|  |               |
|  | Indosaurus    |
|  |               |
|  | Rahiolisaurus |
|  |               |
|  | Arcovenator   |
|  |               |

| Carnotaurinae | \| \| Carnotaurus \| \| \| \| \| \| Abelisaurus \| \| \| \| |
|               | \| \| Carnotaurus \| \| \| \| \| \| Abelisaurus \| \| \| \| |
|               | Carnotaurus                                                 |
|               |                                                             |
|               | Abelisaurus                                                 |
|               |                                                             |

|  | Carnotaurus |
|  |             |
|  | Abelisaurus |
|  |             |

| Majungasaurinae | \| \| Rajasaurus \| \| \| \| \| \| Majungasaurus \| \| \| \| \| \| Indosaurus \| \| \| \| \| \| Rahiolisaurus \| \| \| \| \| \| Arcovenator \| \| \| \| |
|                 | \| \| Rajasaurus \| \| \| \| \| \| Majungasaurus \| \| \| \| \| \| Indosaurus \| \| \| \| \| \| Rahiolisaurus \| \| \| \| \| \| Arcovenator \| \| \| \| |
|                 | Rajasaurus |
|                 | |
|                 | Majungasaurus |
|                 | |
|                 | Indosaurus |
|                 | |
|                 | Rahiolisaurus |
|                 | |
|                 | Arcovenator |
|                 | |

|  | Rajasaurus    |
|  |               |
|  | Majungasaurus |
|  |               |
|  | Indosaurus    |
|  |               |
|  | Rahiolisaurus |
|  |               |
|  | Arcovenator   |
|  |               |

| Carnotaurinae | \| \| Carnotaurus \| \| \| \| \| \| Abelisaurus \| \| \| \| |
|               | \| \| Carnotaurus \| \| \| \| \| \| Abelisaurus \| \| \| \| |
|               | Carnotaurus                                                 |
|               |                                                             |
|               | Abelisaurus                                                 |
|               |                                                             |

|  | Carnotaurus |
|  |             |
|  | Abelisaurus |
|  |             |

| Majungasaurinae | \| \| Rajasaurus \| \| \| \| \| \| Majungasaurus \| \| \| \| \| \| Indosaurus \| \| \| \| \| \| Rahiolisaurus \| \| \| \| \| \| Arcovenator \| \| \| \| |
|                 | \| \| Rajasaurus \| \| \| \| \| \| Majungasaurus \| \| \| \| \| \| Indosaurus \| \| \| \| \| \| Rahiolisaurus \| \| \| \| \| \| Arcovenator \| \| \| \| |
|                 | Rajasaurus |
|                 | |
|                 | Majungasaurus |
|                 | |
|                 | Indosaurus |
|                 | |
|                 | Rahiolisaurus |
|                 | |
|                 | Arcovenator |
|                 | |

|  | Rajasaurus    |
|  |               |
|  | Majungasaurus |
|  |               |
|  | Indosaurus    |
|  |               |
|  | Rahiolisaurus |
|  |               |
|  | Arcovenator   |
|  |               |

| Carnotaurinae | \| \| Carnotaurus \| \| \| \| \| \| Abelisaurus \| \| \| \| |
|               | \| \| Carnotaurus \| \| \| \| \| \| Abelisaurus \| \| \| \| |
|               | Carnotaurus                                                 |
|               |                                                             |
|               | Abelisaurus                                                 |
|               |                                                             |

|  | Carnotaurus |
|  |             |
|  | Abelisaurus |
|  |             |

| Majungasaurinae | \| \| Rajasaurus \| \| \| \| \| \| Majungasaurus \| \| \| \| \| \| Indosaurus \| \| \| \| \| \| Rahiolisaurus \| \| \| \| \| \| Arcovenator \| \| \| \| |
|                 | \| \| Rajasaurus \| \| \| \| \| \| Majungasaurus \| \| \| \| \| \| Indosaurus \| \| \| \| \| \| Rahiolisaurus \| \| \| \| \| \| Arcovenator \| \| \| \| |
|                 | Rajasaurus |
|                 | |
|                 | Majungasaurus |
|                 | |
|                 | Indosaurus |
|                 | |
|                 | Rahiolisaurus |
|                 | |
|                 | Arcovenator |
|                 | |

|  | Rajasaurus    |
|  |               |
|  | Majungasaurus |
|  |               |
|  | Indosaurus    |
|  |               |
|  | Rahiolisaurus |
|  |               |
|  | Arcovenator   |
|  |               |

| Carnotaurinae | \| \| Carnotaurus \| \| \| \| \| \| Abelisaurus \| \| \| \| |
|               | \| \| Carnotaurus \| \| \| \| \| \| Abelisaurus \| \| \| \| |
|               | Carnotaurus                                                 |
|               |                                                             |
|               | Abelisaurus                                                 |
|               |                                                             |

|  | Carnotaurus |
|  |             |
|  | Abelisaurus |
|  |             |

| Majungasaurinae | \| \| Rajasaurus \| \| \| \| \| \| Majungasaurus \| \| \| \| \| \| Indosaurus \| \| \| \| \| \| Rahiolisaurus \| \| \| \| \| \| Arcovenator \| \| \| \| |
|                 | \| \| Rajasaurus \| \| \| \| \| \| Majungasaurus \| \| \| \| \| \| Indosaurus \| \| \| \| \| \| Rahiolisaurus \| \| \| \| \| \| Arcovenator \| \| \| \| |
|                 | Rajasaurus |
|                 | |
|                 | Majungasaurus |
|                 | |
|                 | Indosaurus |
|                 | |
|                 | Rahiolisaurus |
|                 | |
|                 | Arcovenator |
|                 | |

|  | Rajasaurus    |
|  |               |
|  | Majungasaurus |
|  |               |
|  | Indosaurus    |
|  |               |
|  | Rahiolisaurus |
|  |               |
|  | Arcovenator   |
|  |               |

| Carnotaurinae | \| \| Carnotaurus \| \| \| \| \| \| Abelisaurus \| \| \| \| |
|               | \| \| Carnotaurus \| \| \| \| \| \| Abelisaurus \| \| \| \| |
|               | Carnotaurus                                                 |
|               |                                                             |
|               | Abelisaurus                                                 |
|               |                                                             |

|  | Carnotaurus |
|  |             |
|  | Abelisaurus |
|  |             |

| Majungasaurinae | \| \| Rajasaurus \| \| \| \| \| \| Majungasaurus \| \| \| \| \| \| Indosaurus \| \| \| \| \| \| Rahiolisaurus \| \| \| \| \| \| Arcovenator \| \| \| \| |
|                 | \| \| Rajasaurus \| \| \| \| \| \| Majungasaurus \| \| \| \| \| \| Indosaurus \| \| \| \| \| \| Rahiolisaurus \| \| \| \| \| \| Arcovenator \| \| \| \| |
|                 | Rajasaurus |
|                 | |
|                 | Majungasaurus |
|                 | |
|                 | Indosaurus |
|                 | |
|                 | Rahiolisaurus |
|                 | |
|                 | Arcovenator |
|                 | |

|  | Rajasaurus    |
|  |               |
|  | Majungasaurus |
|  |               |
|  | Indosaurus    |
|  |               |
|  | Rahiolisaurus |
|  |               |
|  | Arcovenator   |
|  |               |

| Carnotaurinae | \| \| Carnotaurus \| \| \| \| \| \| Abelisaurus \| \| \| \| |
|               | \| \| Carnotaurus \| \| \| \| \| \| Abelisaurus \| \| \| \| |
|               | Carnotaurus                                                 |
|               |                                                             |
|               | Abelisaurus                                                 |
|               |                                                             |

|  | Carnotaurus |
|  |             |
|  | Abelisaurus |
|  |             |

| Majungasaurinae | \| \| Rajasaurus \| \| \| \| \| \| Majungasaurus \| \| \| \| \| \| Indosaurus \| \| \| \| \| \| Rahiolisaurus \| \| \| \| \| \| Arcovenator \| \| \| \| |
|                 | \| \| Rajasaurus \| \| \| \| \| \| Majungasaurus \| \| \| \| \| \| Indosaurus \| \| \| \| \| \| Rahiolisaurus \| \| \| \| \| \| Arcovenator \| \| \| \| |
|                 | Rajasaurus |
|                 | |
|                 | Majungasaurus |
|                 | |
|                 | Indosaurus |
|                 | |
|                 | Rahiolisaurus |
|                 | |
|                 | Arcovenator |
|                 | |

|  | Rajasaurus    |
|  |               |
|  | Majungasaurus |
|  |               |
|  | Indosaurus    |
|  |               |
|  | Rahiolisaurus |
|  |               |
|  | Arcovenator   |
|  |               |

## Paleoecología
Rahiolisaurus se ha encontrado en la Formación Lameta, una unidad de roca fechada radiométricamente en el Maastrichtiense de finales del Cretácico que representa un paisaje árido o semiárido con un río que lo atraviesa, probablemente proporcionando una cubierta de arbustos cerca del agua, que se formó entre episodios de vulcanismo en las Traps del Decán. Rahiolisaurus probablemente habitó lo que ahora es el valle del río Narmada. La formación es conocida por ser un sitio de anidación de saurópodos, que produce varios huevos de dinosaurio, y las manadas de saurópodos probablemente eligieron suelo arenoso para anidar. Aunque se han encontrado huevos pertenecientes a grandes terópodos, se desconoce si pertenecen a Rahiolisaurus. Los restos de coprolitos de saurópodos indican que vivían en un paisaje boscoso, consumiendo plantas como las coníferas Podocarpus, Araucaria y Cheirolepidiaceae, cícadas, palmeras, las primeras hierba  y plantas con flores Caryophyllaceae, Sapindaceae y Acanthaceae.
Se han descrito varios dinosaurios de la Formación Lameta , como el noasáurido Laevisuchus, los abelisáuridos Indosaurus, Indosuchus, Lametasaurus y Rajasaurus y los saurópodos titanosaurianos Jainosaurus , Titanosaurus e Isisaurus. La diversidad de dinosaurios abelisauroideos y titanosaurios en el Cretácico de la India indica que compartían afinidades cercanas con la vida de los dinosaurios de los otros continentes de Gondwana, que tenían habitantes similares. Los dinosaurios en la India probablemente se extinguieron debido a la actividad volcánica alrededor de 350.000 años antes del Límite Cretácico-Paleógeno. Probablemente evitaron áreas con respiraderos de fisuras volcánicas y flujos de lava.